# Shari Bossuyt
Shari Bossuyt (Courtrai, 5 settembre 2000) è una ciclista su strada e pistard belga, che corre per l'AG Insurance-Soudal Team.

## Palmarès

### Strada
- 2017 (Juniores)

Campionati belgi, Prova a cronometro Junior
- 2018 (Juniores)

2ª tappa Omloop van Borsele Junior (Borsele > Borsele)
Campionati belgi, Prova a cronometro Junior
Campionati belgi, Prova in linea Junior
- 2021 (NXTG Racing, due vittorie)

Campionati belgi, Prova a cronometro Under-23
2ª tappa Watersley Ladies Challenge (Sittard-Geleen > Sittard-Geleen, cronometro)
- 2023 (Canyon // SRAM Racing, una vittoria)

3ª tappa Tour de Normandie (Saint-Pierre-en-Auge > Caen)

#### Altri successi
- 2018 (Juniores)

Classifica a punti Omloop van Borsele Junior
- 2022 (Canyon-SRAM Racing)

Classifica giovani Bloeizone Fryslân Tour
Classifica giovani Giro del Belgio

### Pista
- 2017 (Juniores)

Campionati belgi, Omnium Junior
- 2019

Campionati belgi, Omnium
- 2021

Fenioux Piste International, Corsa a punti
- 2022

Campionati belgi, Corsa a eliminazione
Campionati europei Juniores e U23, Omnium Under-23
Campionati europei Juniores e U23, Corsa a punti Under-23
Campionati del mondo, Americana (con Lotte Kopecky)

## Piazzamenti

### Competizioni mondiali
- Campionati del mondo su strada

Bergen 2017 - Cronometro Junior: 8ª
Bergen 2017 - In linea Junior: 40ª
Innsbruck 2018 - Cronometro Junior: 18ª
Innsbruck 2018 - In linea Junior: 43ª
Fiandre 2021 - Staffetta mista: 7ª
Fiandre 2021 - In linea Elite: 59ª
- Campionati del mondo su pista

Montichiari 2017 - Scratch Junior: 10ª
Apeldoorn 2018 - Americana: 12ª
Aigle 2018 - Scratch Junior: 6ª
Aigle 2018 - Omnium Junior: 5ª
Aigle 2018 - Corsa a punti Junior: 3ª
Pruszków 2019 - Inseguimento a squadre: 8ª
Berlino 2020 - Inseguimento a squadre: 10ª
Roubaix 2021 - Americana: 8ª
Saint-Quentin-en-Yvelines 2022 - Americana: vincitrice

### Competizioni europee
- Campionati europei su strada

Herning 2017 - Cronometro Junior: 14ª
Herning 2017 - In linea Junior: 8ª
Brno 2018 - Cronometro Junior: 20ª
Brno 2018 - In linea Junior: 36ª
Alkmaar 2019 - In linea Under-23: 13ª
Plouay 2020 - Cronometro Under-23: 5ª
Plouay 2020 - In linea Under-23: 7ª
Plouay 2020 - Staffetta mista: 5ª
Trento 2021 - Cronometro Under-23: 7ª
Trento 2021 - In linea Under-23: 8ª
Anadia 2022 - Cronometro Under-23: 4ª
Anadia 2022 - In linea Under-23: 9ª
- Campionati europei su pista

Sangalhos 2017 - Scratch Junior: 8ª
Sangalhos 2017 - Omnium Junior: 4ª
Sangalhos 2017 - Inseguimento a squadre Under-23: 5ª
Aigle 2018 - Scratch Junior: 2ª
Aigle 2018 - Corsa a eliminazione Junior: 2ª
Aigle 2018 - Omnium Junior: 2ª
Aigle 2018 - Corsa a punti Junior: 4ª
Aigle 2018 - Americana Junior: 5ª
Glasgow 2018 - Inseguimento a squadre: 6ª
Gand 2019 - Corsa a eliminazione Under-23: 3ª
Gand 2019 - Corsa a punti Under-23: 3ª
Gand 2019 - Omnium Under-23: 10ª
Apeldoorn 2019 - Inseguimento a squadre: 5ª
Apeldoorn 2019 - Americana: 7ª
Fiorenzuola d'Arda 2020 - Scratch Under-23: 9ª
Fiorenzuola d'Arda 2020 - Corsa a punti Under-23: 2ª
Fiorenzuola d'Arda 2020 - Corsa a eliminazione Under-23: ritirata
Fiorenzuola d'Arda 2020 - Omnium Under-23: non partita
Apeldoorn 2021 - Corsa a punti Under-23: 2ª
Apeldoorn 2021 - Omnium Under-23: 5ª
Apeldoorn 2021 - Americana Under-23: 4ª
Grenchen 2021 - Omnium: 6ª
Grenchen 2021 - Corsa a punti: 2ª
Grenchen 2021 - Americana: 10ª
Anadia 2022 - Americana Under-23: 3ª
Anadia 2022 - Omnium Under-23: vincitrice
Anadia 2022 - Corsa a eliminazione Under-23: vincitrice
Grenchen 2023 - Scratch: 9ª
Grenchen 2023 - Corsa a punti: 2ª
Grenchen 2023 -Americana: 4ª